# Dawit Admasu

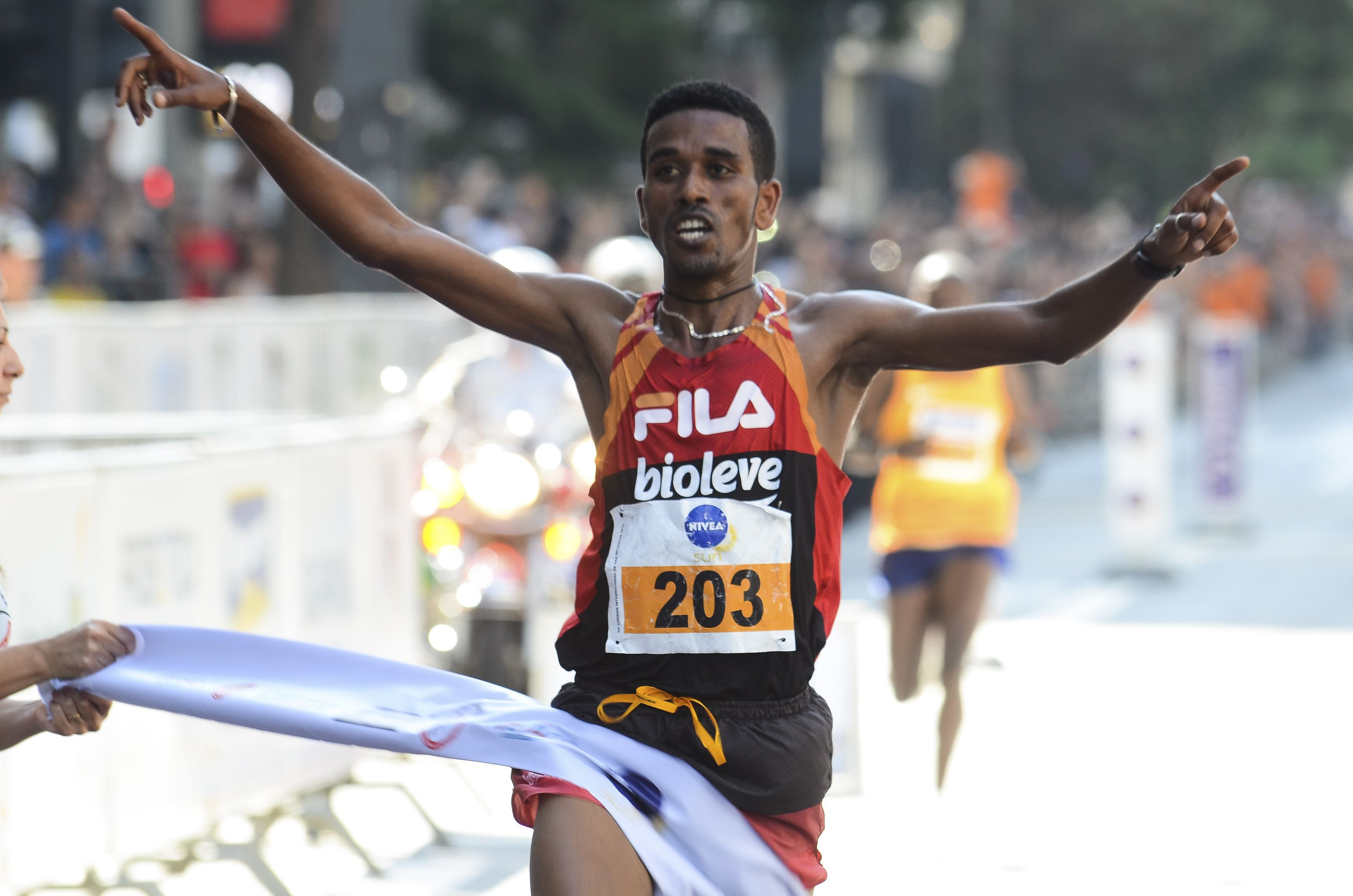
Dawit Admasu na 92ª Corrida de São Silvestre, em 2016

Dawit Fikadu Admasu (29 de dezembro de 1995) é um maratonista e fundista etíope.
Venceu a Corrida Internacional de São Silvestre em 2014 e em 2017.